# 新栄音楽之穴
新栄音楽之穴（しんさかえミュージックホール）は、名古屋CBCラジオで放送のラジオ番組。
小堀勝啓アナが、毎週ひとつのテーマについてこだわりの選曲とトークを聞かせる。

## 歴史・放送時間
- 2003年10月放送開始。
- 2004年4月からは時間帯を土曜16時半に移動し、ノースウエスト航空の単独提供で、毎月世界の著名な都市についてトークと音楽を繰り広げる15分枠の「ノースウエスト・ワールドバケーションプレゼンツ　新栄音楽之穴・袋とじ」としてリニューアル。
- 2005年4月からは放送時間が日曜22時半から20分間に移動。ノースウエスト航空の提供がなくなり、「新栄音楽之穴～袋とじ」の番組名となる。
- 2005年10月からのナイターオフシーズンは土曜19時からの放送開始になり、1時間の番組となった。
- 2006年4月からは、月曜20:45～21:00の放送に。
- 2006年10月からのナイターオフシーズンは土曜21時からの放送開始になり、55分の番組となる。
- 2006年10月15日、この番組のパーソナリティであった伊藤史朗が、20年間自動車免許が期限切れのままで車を運転していたことが発覚し、逮捕された。それを受け17日付けで番組を降板になった。
- 上記の降板を受け、2006年11月からリニューアル。大西ユカリがパートナーとなる。